# سیارک ۱۶۷۹
سیارک ۱۶۷۹ (به انگلیسی: 1679 Nevanlinna، نامگذاری:1941FR) هزار و ششصد و هفتاد و نهمین سیارک کشف شده‌است که در ۱۸ مارس ۱۹۴۱ کشف شد.
قدر مطلق سیارک برابر ۱۰٫۶۰ است.